# Zygia turneri
Zygia turneri là một loài thực vật có hoa trong họ Đậu. Loài này được (McVaugh) Barneby & J.W.Grimes miêu tả khoa học đầu tiên.